# Tuffi ai campionati mondiali di nuoto 2024 - Squadra mista
La competizione della squadra mista dei campionati mondiali di nuoto 2024 si è svolta il 2 febbraio 2024 presso il Centro Acquatico Hamad di Doha, in Qatar.
Alla gara hanno preso parte 47 tuffatori provenienti da 12 nazioni.
La competizione è stata vinta dalla squadra britannica composta da Tom Daley, Scarlett Mew Jensen, Daniel Goodfellow e Andrea Spendolini-Sirieix, che ha preceduto sul podio i messicani Gabriela Agúndez, Randal Willars, Jahir Ocampo e Aranza Vázquez e gli australiani Cassiel Rousseau, Maddison Keeney, Nikita Hains e Li Shixin.

## Programma
| Data            | Ora   | Turno  |
| --------------- | ----- | ------ |
| 2 febbraio 2023 | 15:32 | Finale |

## Risultati
| Class   | Nazione        | Tuffatori                                                                                  | Punti  |
| ------- | -------------- | ------------------------------------------------------------------------------------------ | ------ |
| Oro     | Gran Bretagna  | Tom Daley Scarlett Mew Jensen Daniel Goodfellow Andrea Spendolini-Sirieix                  | 421.65 |
| Argento | Messico        | Gabriela Agúndez Randal Willars Jahir Ocampo Aranza Vázquez                                | 412.80 |
| Bronzo  | Australia      | Cassiel Rousseau Maddison Keeney Nikita Hains Li Shixin                                    | 385.35 |
| 4       | Germania       | Moritz Wesemann Elena Wassen Lena Hentschel Timo Barthel                                   | 362.05 |
| 5       | Stati Uniti    | Lyle Yost Brandon Loschiavo Katrina Young Sarah Bacon                                      | 344.75 |
| 6       | Indonesia      | Andriyan Adityo Restu Putra Gladies Lariesa Garina Haga                                    | 330.60 |
| 7       | Corea del Nord | Jo Jin-mi Im Yong-myong Ko Che-won Kim Hui-yon                                             | 320.85 |
| 8       | Spagna         | Valeria Antolino Nicolás García Carlos Camacho Rocío Velázquez                             | 310.55 |
| 9       | Nuova Zelanda  | Mikali Dawson Elizabeth Roussel Nathan Brown Frazer Tavener                                | 306.40 |
| 10      | Italia         | Eduard Timbretti Gugiu Chiara Pellacani Irene Pesce Matteo Santoro                         | 271.70 |
| 11      | Malaysia       | Kimberly Bong Bertrand Rhodict Lises Nur Eilisha Rania Muhammad Abrar Raj Hanis Jaya Surya | 245.90 |
| 12      | Macao          | Zhao Hang U Zhang Hoi He Heung Wing Lo Ka Wai                                              | 212.70 |